# Equipo Crónica
Equipo Crónica nazywana także Cronicas de la realidad (z hiszp. Kroniki rzeczywistości)  – grupa artystów hiszpańskich tworzących w latach 1965 – 1981. Koniec działalności grupy związany był ze śmiercią jednego z artystów - Rafaela Solbesa w 1981 roku. Tworzyło ją trzech artystów: Manolo Valdés, Rafael Solbes oraz Juan Antonio Toledo, z czego ostatni po kilku latach odłączył się z grupy. Powstała w 1963 roku w Walencji w związku z pojawiającymi się nowymi ideami Tómasa Llorensa, krytyka sztuki hiszpańskiej. Grupa rozwijała się na przełomie zmian z ruchu frankistowskiego na demokrację w Hiszpanii.

Dzieła Equipo Crónica są zaliczane do sztuki pop-artu, nurtu wywodzącego się z ekspresjonizmu abstrakcyjnego, który w okresie tworzenia grupy był najpopularniejszy na świecie. Artyści ci dążyli w kierunku sztuki nieformalnej, nie poddanej rygorom kompozycyjnym które mogłyby ograniczyć dramatyzm dzieła.  
W twórczości Equipo Crónica uwagę krytyków zwróciła także forma ich prac. Dzieła na co wskazuje nazwa (z hiszp. equipo znaczy grupa), są tworzone w grupie. Pierwszym etapem tworzenia prac była refleksja i dyskusja artystów na temat zamierzonego celu a następnie wspólne realizowanie dzieła.
Wiele z obrazów grupy jest inspirowane malarstwem hiszpańskim złotego wieku (przełom XVI – XVII wieku). Artyści analizowali twórczość znanych artystów takich jak Picasso czy Velazquez a następnie reinterpretowali je (np. Panny dworskie Velazqueza czy Guernica Picassa). Wpływ na to miał także fakt, iż dzieła Velazqueza ukazywały się w tym okresie w plakatach reklamowych Ministerstwa Informacji i Turystyki nadzorowanego przez Manuela Fraga.
Artyści należący do Equipo Crónica tworzyli obrazy dużego formatu w połączeniu z rzeźbami i seriami plakatów.

## Tematyka
Twórczość Equipo Crónica można zdefiniować jako krytyczną analizę hiszpańskiej rzeczywistości lat 60 i 70. Jest reportażem lub kroniką rzeczywistości społecznej, kulturalnej i politycznej Hiszpanii.
Wyjątkową cechą twórczości grupy jest połączenie różnych stylów. Ich prace zawierają w sobie elementy realizmu, ironii, krytyki, pop-artu oraz anachronizmu. Znakiem rozpoznawczym prac tej grupy był specyficzny swobodny humor. Wszystko to w połączeniu z odrobiną entuzjazmu i radości wiernie odbiło cień frankizmu w dziełach.

## Główne dzieła
- 1965, America, America!
- 1966, Avionetas
- 1970, El perro
- 1970, La salita
- 1970, La amenaza
- 1970, Las meninas o la salita
- 1975, Paredón